# Moca (lol)
moca（モカ、2001年2月13日 - ）は、日本の歌手、女優、モデルであり、男女混合5人組パフォーマンスグループ・lol-エルオーエル- の元メンバーである。大阪府出身。avex artist academy大阪校出身。

## 人物
lolとしての活動にとどまらず、モデルや女優としても活躍中。
特技は新体操、しなやかなダンスは定評がある。また野菜ソムリエの資格を取得しているほか、秘書検定にも合格するなど多彩な才能を随所で発揮している。
脚を魅せるタイプの私服を着用することが多く、スタイルの良さを際立たせているが、2025年1月8日にラジオ収録で雪の降りしきる新潟へ生脚で訪れた際にはメンバーのhibikiより「本当にやめな？まじで何回でも言うわ、やめな？」とコメントをされた。
また、そのhibikiがホストDJを務めたFM yokohama内の101 music houseの出演では2025年の軽めの抱負として"笑い方を変える"と述べたほか、2月に自身がホストDJを務めた際には、リスナーから自身のメンバーカラーであるグリーンにちなんだバルーンが贈られた。
6月1日にZepp Shinjukuにて開催されたlolとしてのラストライブではファンからのサプライズに涙を見せ、翌日2日にはInstagramにて改めてファンへの感謝を綴った。
MBTI診断はESTJ(幹部)であり、メンバー内唯一の外向型である。

## 略歴

### 2014年
- 5人組ダンス&ヴォーカルグループlolが結成され、メンバーとなる。

### 2015年
- 8月12日、1st single「fire!」にてメジャーデビューを果たす。

### 2016年
- 1月23日、Ranzukiに、lolの女子メンバーhibiki、honokaと共に掲載[6]。
- 4月1日、popteenに掲載[7]。

### 2017年
- 2月8日、HRにlolから単独で掲載[8]。

- 10月1日、これまで年齢非公表だったが、この日16歳（当時）であることを公表した[9]。

### 2018年
- 1月23日、台湾のファッションブランド「tokichoi」のラフォーレ原宿ポップアップストアの1日店長を務め、記念撮影や商品のお渡し会を行う。
- 2月28日、台湾のファッションブランド「tokichoi」の特集ページが公開[10]。
- 3月27日、超十代2018へ単独出演[11]。
- 11月26日、ABEMA TV「今日、好きになりました。」第13弾に出演[12]。

### 2019年
- 3月26日、超十代2019に2年連続で出演[13]。
- 7月29日、TGC teen 2019 Summerへ出演[14]。

### 2020年
- 10月22日、1st写真集「Breath of mind」（宝島社出版）を発売。

### 2021年
- 2月13日、20歳の誕生日に振り袖姿を公開し「これから色んな困難や岐路に立つ事があると思いますが、自分を信じどんな事もやり切る力を持って自分の人生を愛せるよう進んで行きたいです」と意気込みを語った[15]。

### 2022年
- 6月20日より、moca ×KANGOL REWARDコラボ商品のトートバッグ、半袖Tシャツを完全受注生産にて販売。
- 10月26日、lol 4thALBUM「AMBER」のFragmentの作詞を手掛ける。
- 10月15日、超パーティー2022 DAY1へhibikiと共にQUEENDOMとして出演。

### 2023年
- 3月25日、自身のインスタグラムなどにて大学卒業を発表[16]。
- 7月17日、横浜東急REIホテルにてファンクラブイベント「mocafe」を開催し、ギターの弾き語りを披露。
- 12月20日-24日、ブルースクエア四谷にて舞台「×××になれなくて」へ出演。

### 2024年
- 9月25日-29日、ミュージカル「ココロノカケラ」に出演。
- 10月13日、自身2度目のファン向けイベント「mocafe」をPURPLE COFFEEにて開催。

### 2025年
- 2月13日(木)、自身24歳の誕生日に個人のYouTubeチャンネル「moca life🍃」を開設。
- 4月5日(土)- 舞台「ダブルブッキング2nd」に河合静代役で出演。公演中に新宿シアタートップス、紀伊國屋ホールの2会場を往来するという異例の演出を見事に演じきった。
- 6月18日から浅草花劇場にて上映される舞台「ろくでなしコーラス2025」に西島千秋役で出演決定。
- 7月19日から浅草花劇場にて行われる朗読劇舞台「永久保貴一の極めて怖い話2025」に出演が決定[17]。
- 9月11日から9月15日にかけて浅草花劇場にて行われるマーダーミステリーステージ『聖者の行進-神の台本-』に出演[18]。なおmocaの出演は13日のみとなる。
- 9月14日(日)、グループ解散後初となるソロイベント「moca 1st Talk&Live〜white or black?〜」を開催。2部制でそれぞれ異なる内容で実施予定とのこと。ゲストには個人的に親交のある元尼神インターの誠子さんの出演も発表。

## 出演

### テレビ
- GIRLS MEETING-TV(2020年7月4日-7月11日、MRO北陸放送)
- ゆる系忍者隊ニンスマン(2020年12月7日、テレビ朝日)
- 令和のアグネス・チャンを探せ(2021年3月2日-3月9日、テレビ朝日)
- ジョシとドラゴン(2024年11月1日 - 11月29日、TBSテレビ）

### ショートフィルム
- 『夏は君がいたから色づいて。』(2025年4月24日〜)

### 舞台・ミュージカル
- ×××になれなくて　第2回公演(リア役、2023年12月20日-12月24日、ブルースクエア四谷)
- ココロノカケラ(2024年9月25日-9月29日、銀座博品館劇場)
- ダブルブッキング2nd(河合静代役、2025年4月5日-4月13日、新宿シアタートップス・紀伊國屋ホール)
- ろくでなしコーラス(西島千秋役、2025年6月18日-6月22日、浅草花劇場)
- 朗読劇舞台『永久保貴一の極めて怖い話 2025』(2025年7月19日-21日、浅草花劇場)
- マーダーミステリー『聖者の行進-神の台本-』(2025年9月11日-15日、浅草花劇場)

### CM
- TimeTree(2024年,ABEMA)

## 書籍

### 写真集
- Breath of mind（2020年10月22日、宝島社）ISBN 978-4-299-00535-9

### 雑誌
- BLENDA Japan WINTER号(2020年12月17日）
- Wmagazine 10月号(2022年10月25日)